# Sabellitides
Sabellidites es un género de anélidos del período Ediacárico. Es uno de los fósiles de cuerpos de anélidos más antiguos.